# Schloss Neudöbern

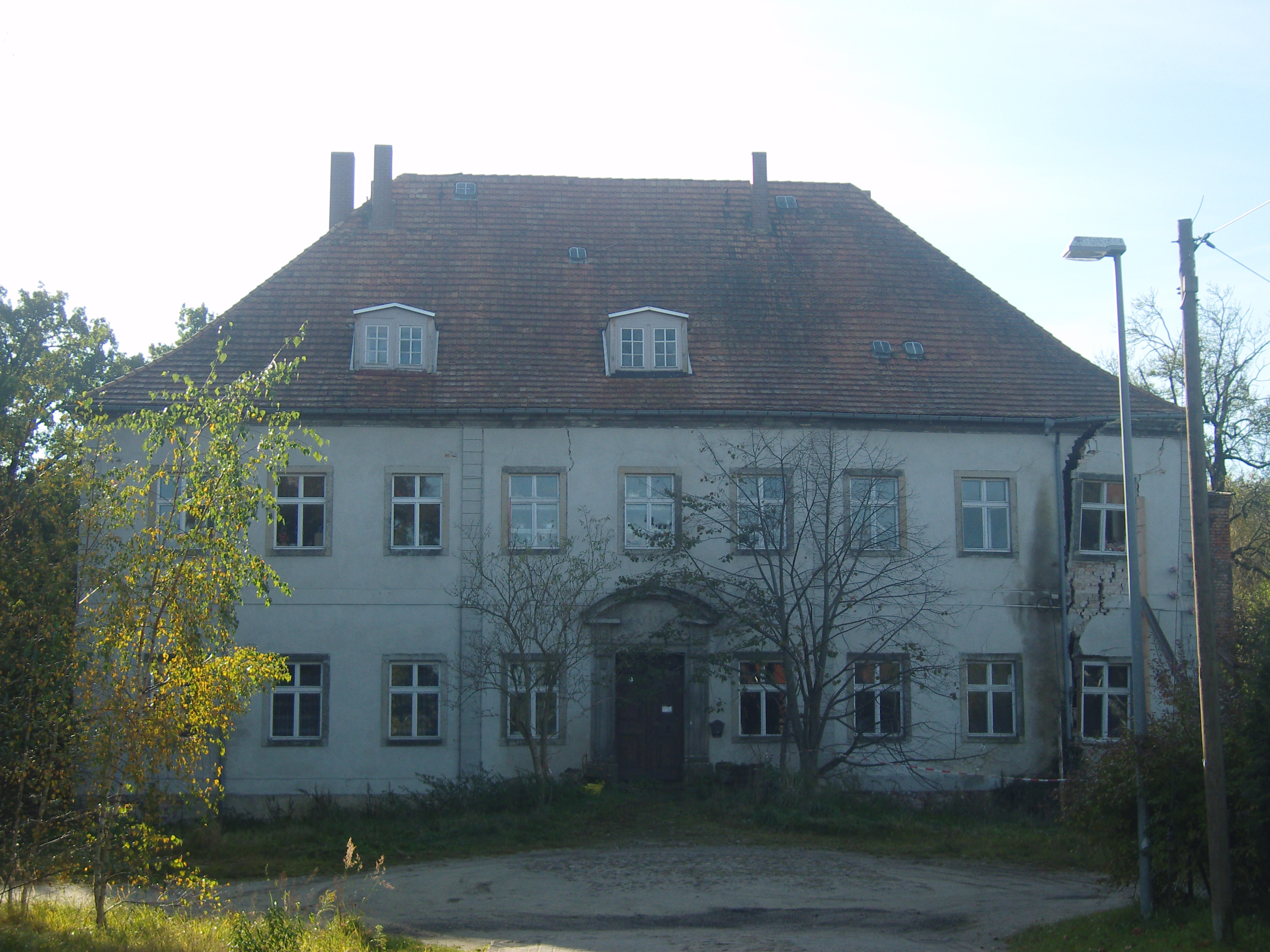
Schloss Neudöbern im Jahr 2010 …

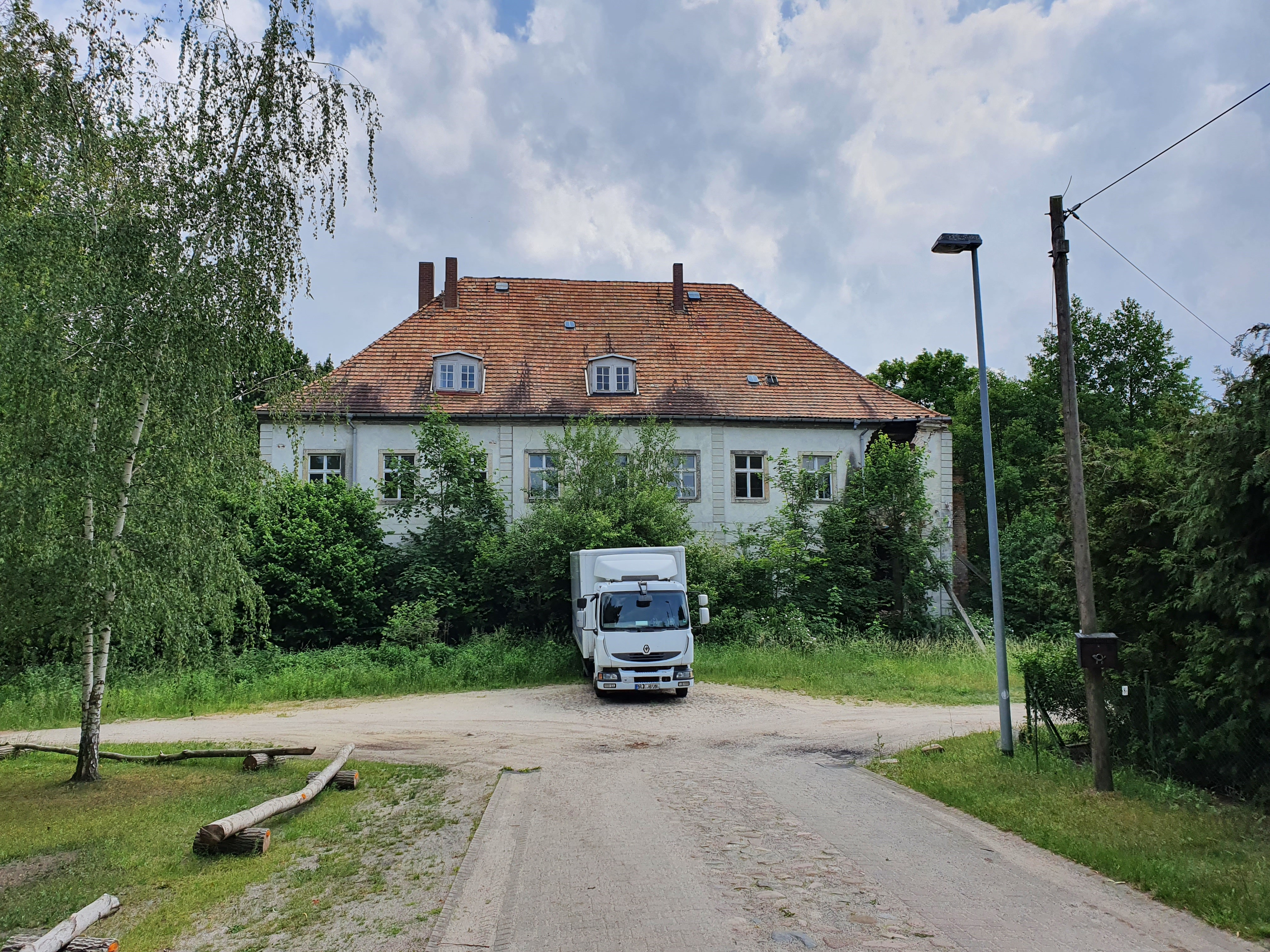
…und im Jahr 2020

Das Schloss Neudöbern, auch Herrenhaus Neudöbern genannt, ist ein historisches Herrenhaus in dem zur Gemeinde Luckaitztal gehörenden Dorf Neudöbern im Landkreis Oberspreewald-Lausitz in Brandenburg. Es steht unter Denkmalschutz, befindet sich jedoch im Verfall.

## Geschichte
Mit dem Bau des Herrenhauses in Neudöbern wurde zu Anfang des 18. Jahrhunderts auf Geheiß des sächsischen Kurfürsten August dem Starken begonnen, im Jahr 1703 wurde das Gebäude fertig gestellt. An der Stelle befand sich vorher bereits ein im Jahr 1440 erstmals erwähntes Wasserschloss. Es wurde zunächst von der Adelsfamilie von Thilau/Thielau genutzt, die zu dieser Zeit die Grundrechte über Neudöbern besaßen. Nach dem 1879 erstmals veröffentlichten amtlichen Generaladressbuch der Rittergutsbesitzer in Preußen bestand der Besitz derer von Thilau (Thielau) aus 836 ha Land, davon 447 ha Wald. Zum Gut gehörte eine eigene Ziegelei.
Im Jahr 1890 ging das Dorf in den Besitz der Familie des Grafen Wilhelm von Pourtalès (1865–1952) über. Seine Familie stammte ursprünglich aus der Schweiz, erhielt 1750 in den Preußen den Adelsstand, 1815 die preußische Grafenwürde. Um 1900 erfolgte die Ergänzung eines westlichen Anbaus. Die Grafenfamilie war aktiv in der landwirtschaftlichen Entwicklung, in Viehzucht und standesgemäß in der Pferdezucht. Ebenso war Pourtalès mit mehreren weiteren Vertretern der Familie in der Deutschen Dendrologischen Gesellschaft organisiert. Vor der großen Wirtschaftskrise 1929/30 umfasste das Rittergut Neudöbern des Wilhelm Graf von Pourtalès konkret 800 ha. Verwalter war Oberleutnant a. D. Bernhard von Kranold. Der Graf war vormals zwanzig Jahre Landsyndikus des Markgrafent(h)ums der Niederlausitz und mit Margarete von Loeper verheiratet. Ihre Cousine Katharina wiederum liiert mit Alphons Graf Pourtales-Laasow. Wilhelm (1865–1952) und Margarete von Pourtalès lebte nach 1945 noch kurz in Neudöbern und dann in Niedersachsen. Als Erbe von Neudöbern war Bernhard von Pourtalès vorgesehen, er lebte mit seiner Familie dann Holstein.
Nach dem Zweiten Weltkrieg wurden die Gutsbesitzer bei den Bodenreformen in der Sowjetischen Besatzungszone enteignet und das Schloss wurde zu Volkseigentum. Seit dem Ende des Zweiten Weltkrieges ist das Schloss Neudöbern ungenutzt und dem Verfall preisgegeben. Als Folge der Grundwasserabsenkung für den Braunkohletagebau Greifenhain wurde die hölzerne Pfahlgründung des Schlosses teilweise freigelegt, wodurch sie mit der Zeit verwitterte. Daraufhin traten am gesamten Gebäude Risse auf, insbesondere an der nordwestlichen Gebäudeecke, die sich während der 2010er-Jahre fast vollständig vom Rest des Gebäudes löste; mittlerweile fehlt auch das dortige Fenster. Im Jahr 2005 wurde der Schaden am Schloss Neudöbern auf rund 2,4 Millionen Euro geschätzt. Das Gebäude ist akut einsturzgefährdet und darf daher nicht mehr betreten werden.

## Architektur
Das Herrenhaus ist ein zweigeschossiger, 9:3-achsiger Putzbau mit Walmdach. Drei Mittelachsen mit dem Eingangsportal sind leicht vorgezogen, die beiden Geschosse werden durch ein Gesims getrennt. Über dem Eingangsportal befindet sich ein kräftiger Segmentgiebel. Über der Tür ist ein geschnitztes Oberlicht mit dem Baujahr des Gutshauses zu finden.